# Santo Antônio (Fundão)
O Santo Antônio é um bairro do distrito de Fundão, no município brasileiro de Fundão, estado do Espírito Santo.
Ganhou novas delimitações pela lei municipal nº 323/2005:
| “ | Fica determinada [sic] as novas confrontações do Bairro Santo Antônio a área que fica encravada a margem [sic] do Rio Fundão com início na linha férrea até as propriedades do Sr. Mário Prates, Orestes Nunes, Clube Campestre e Sebastião Geraldo até a linha férrea | ” |